# Мунаввар, Мохамед
Мохамед Мунаввар (мальд. މުޙައްމަދު މުނައްވަރު, род. 20 декабря 1961 года, город Миду (Meedhoo) на Мальдивах) — доктор наук в области права, бывший генеральный прокурор Мальдив (1993—2003), председатель крупнейшей оппозиционной партии МДП на Мальдивах. Выпускник Университета дружбы народов им. П. Лумумбы (1979—1985).

## Биография
Мохамед Мунаввар (мальд. މުޙައްމަދު މުނައްވަރު) родился 20 декабря 1961 года в городе Миду (Meedhoo), расположенном на одноименном острове на Мальдивах. Высшее образование получил в России, в Университете дружбы народов Патриса Лумумбы — в 1985 году. Получил степень магистра права с отличием (LL.M.) со специализацией в области международного права. Продолжил образование в Университете Далхаузи, Галифакс, Новая Шотландия, Канада, где учился с 1990 по 1993 год.  В 1993 году получил звание доктора наук в области права.
По окончании учебы Мунаввар служил на посту генерального прокурора Мальдивских островов в течение десяти лет, с 1993 по 2003 год.
Избирался депутатом округа Адду. Работал на этом посту в течение десятилетия. 13 августа 2004 года был арестован и заключен в тюрьму. Ему было предъявлено обвинение в организации беспорядков, направленных против демократии, известных в прессе как Черная пятница. 5 декабря 2004 года ему было предъявлено обвинение по статье 29 Уголовного кодекса Мальдивских Островов «Акты против государства». В обвинительном заключении предусматривалось пожизненное лишение свободы или пожизненное лишение свободы, лишение свободы или лишение свободы на срок от десяти лет до пятнадцати лет. Оппозиция и международное сообщество утверждали, что обвинения были политически мотивированы. Впоследствии, 10 декабря 2004 года, обвинения с него были сняты.
2 июня 2007 года д-р Мунавар был избран президентом Мальдивской демократической партии (МДП), тогда крупнейшей оппозиционной партии на Мальдивах. 13 августа 2008 года д-р Мунаввар подал в отставку с поста лидера партии. Мохамед Мунаввар — автор научных работ, посвященных вопросам определения границ океанических государств.

## Семья
Мунаввар женат и имеет двух дочерей и 1 сына.